# Yi Di
Yi Di – legendarna postać, wraz z Du Kangiem uważana przez Chińczyków za wynalazcę wina.
Yi Di była kobietą (według innych podań mężczyzną), żyjącą w czasach dynastii Xia. Przypadkiem odkryła, że pozostawiona na dłuższy czas papka z gotowanego ryżu zaczyna fermentować i zaprezentowała swoje odkrycie Wielkiemu Yu. Cesarzowi bardzo smakował nowy napój, jednak obawiając się, iż będzie on mieszał w głowach władcom doprowadzając do upadku ich państw, a także że jego nadmierna produkcja pozbawi ludzi ryżu, skazał Yi Di na wygnanie i zabronił jej rozpowszechniania wynalezionego przez nią trunku.